# Siemens Arena
Siemens Arena je športna dvorana v Vilni, Litva. Zgrajena je bila v malo več kot 12 mesecih, vrata je odprla 30. oktobra 2004. Dvorano je zasnoval Jungtinės Architektų Dirbtuvės in mednarodni arhitekturni biro Stadium Consultants International, priznani svetovni strokovnjaki na tem področju. Lastniki dvorane je družba Rubicon Group. Od konca leta 2007 Siemens Arena pripada enemu največjih podjetij zabavne industrije v državi, imenovanemu skupina SEVEN, ki združuje vse vodilne družbe v državi s področja zabave in prireditev. 
Siemens Arena je prva litovska mnogonamenska dvorana na mednarodni ravni. Tukaj se odvijajo največje in najpomembnejše državne zabavne prireditve, športni dogodki in poslovna srečanja: koncerti svetovno znanih in domačih glasbenikov, različne mednarodne tekme, nastopi, gledališke predstave, poslovni seminarji in srečanja. 
Danes je dvorana najpomembnejši in najvidnejši objekt litovskega športa, zabave in kulture, kot tako so jo prepoznale mnoge države po svetu:
- leta 2004 so dvorano izbrali za športno zgradbo leta v Litvi
- istega leta so jo izbrali za gostiteljico Evropskega prvenstva v košarki 2011.

Ob koncu leta 2007 je razsodišče mednarodnih blagovnih znamk Superbrands nagradilo Siemens Areno kot eno najobetavnejših znamk v Litvi. Nagrado Superbrands so podelili 28 izdelkom, ki jih je odlikoval njihov vpliv na trg, cene, načini do uspeha in izvirnost. Vsi izdelki so bili predstavljeni v uveljavljenem albumu »Lithuania Superbrands 2007« (»Litva Superbrands 2007«).
Dvorano so zgradili na območju zabaviščnega parka Vilna in je prva zgradba tega parka, ki je še v razvoju. Ostale zgradbe, ki jih nameravajo postaviti v park, so notranji vodni park, družinski zabavni center, naravni park in večnamensko igrišče. 
Glasbeniki, ki so že nastopili v dvorani, so: Phil Collins, Julio Iglesias, Patricia Kaas, t.A.T.u., Deep Purple, Sting, Chris Rea, Paco de Lucía, Toto Cutugno, Ozzy Osbourne, Simple Minds, Simply Red, Nazareth, Scorpions, Depeche Mode, Bob Dylan, Enrique Iglesias, Linkin Park, Lenny Kravitz, Dima Bilan, Avril Lavigne, Def Leppard, Demis Roussos, Snoop Dogg, Backstreet Boys, R.E.M., Helena Paparizou in James Blunt.

## Slike
- Košarkarska tekma Litva:Islandija (15. julij 2008)
- Košarkarska tekma.
- Košarkarska tekma.
- Prazna dvorana.